# IJSO Brasil 2008
A IJSO Brasil 2008 foi a etapa nacional da quinta edição da IJSO (Olimpíada Internacional Júnior de Ciências). A Fase Final desta olimpíada científica foi realizada em 24 de agosto de 2008.
Com base no resultado da Primeira Fase da OPF (Olimpíada Paulista de Física), os melhores alunos foram selecionados para o evento sediada pelo ITA (Instituto Tecnológico de Aeronáutica), na cidade de São José dos Campos.
O evento foi organizado novamente pela B8 Projetos Educacionais, responsável também pela implementação de outros eventos científicos no Brasil, como o IYPT . Este foi o último ano em que o evento ainda apareceu sob a denominação de "Seletiva Nacional da IJSO", já que eram premiados apenas os alunos classificados para integrar o time brasileiro na IJSO.

## Fase Eliminatória
No dia 7 de junho (sábado), os colégios inscritos na OPF aplicaram aos seus estudantes a prova da Primeira Fase da referida competição. A avaliação foi composta por 20 questões de múltipla escolha, que deveriam ser resolvidas em até 2 horas.
Os 60 alunos com melhor desempenho foram convocados para a Fase Final da IJSO Brasil 2008.

## Fase Final
No dia 24 de agosto (domingo), a Fase Final foi sediada pelo ITA (Instituto Tecnológico de Aeronáutica), em São José dos Campos. O evento foi composto por palestras especiais de Química e Biologia no período da manhã e pela prova decisiva durante a tarde.
A avaliação final foi composta por 10 questões de múltipla escolha de cada uma das três matérias envolvidas (Física, Química e Biologia). As resoluções eram validadas apenas em caso de correta justificativa descrita pelo estudante. Todas as provas foram corrigidas no mesmo dia e posteriormente foram anunciados os seis alunos classificados para o time brasileiro da IJSO.

### Programação
Domingo, 24 de agosto de 2008 

08:00 - 08:30: Credenciamento 

08:30 - 09:00: Abertura 

09:30 - 11:30: Palestra Biologia 

11:30 - 13:00: Almoço 

13:00 - 14:30: Palestra Química 

15:00 - 18:00: Prova "Seletiva Nacional da IJSO" 

18:00 - 18:30: Encerramento

## Resultado Final
Classificados para o time brasileiro da IJSO
- Cássio dos Santos Sousa
- Elder Massahiro Yoshida
- Gustavo Haddad Francisco e Sampaio Braga
- Lucas Colucci Cavalcante de Souza
- Matheus Barros de Paula
- Matheus Lima Barbosa de Tulio

## Time Nacional
Os seis alunos vencedores realizaram inúmeras atividades de preparação teóricas e experimentais simulando as avaliações a que seriam submetidos em Changwon, Coreia do Sul, entre os dias 7 e 16 de dezembro.
Repetindo o feito de 2007, todos os estudantes brasileiros foram premiados durante a competição internacional. Gustavo Haddad Francisco e Sampaio Braga recebeu a primeira medalha de ouro das Américas na história do torneio. Além disso, Cássio dos Santos Sousa, Elder Massahiro Yoshida, Lucas Colucci Cavalcante de Souza e Matheus Barros de Paula conquistaram medalhas de prata. Matheus Lima Barbosa de Tulio completou a premiação brasileira com a medalha de bronze.